# Leonore Davidoff
Leonore Davidoff (31 de enero de 1932 - 19 de octubre de 2014) fue una socióloga e historiadora feminista estadounidense pionera en los estudios sobre la historia de las mujeres y en la investigación sobre las relaciones de género, incorporando el análisis de la división de roles de género en las esferas pública y privada. En 1987 con Catherina Hall publicó la influyente obra Fortunas familiares: hombres y mujeres de la clase media inglesa, 1780-1850, que se convirtió en uno de los primeros estudios sobre la clase media inglesa estudiando la división sexual del trabajo en la familia, la interrelación del espacio público y privado y las relaciones intrafamiliares o los rituales sociales de la época.
Fue profesora de la Universidad de Essex, participó con el sociólogo Paul Thompson en los Talleres de Historia y dirigió el Centro de Investigación y Recursos para mujeres que se convirtió en 1975 en la Biblioteca Feminista de Londres. En 1989 fue una de las fundadoras de la revista académica Gender & History.

## Biografía
Davidoff nació en la ciudad de Nueva York. Era la segunda de cuatro hijos, de Ida y Leo Davidoff, inmigrantes judíos empobrecidos de Europa del Este. Creció en una comunidad protestante blanca en Connecticut, algo que le sirvió como una «lección temprana de marginalidad». Su padre, inmigrante de Letonia se convirtió en neurocirujano y fue fundador de la Facultad de Medicina Albert Einste. Su madre, nacida en Boston e hija de emigrantes lituanos, su madre fue una de las primeras defensoras de los derechos de las mujeres y consejera matrimonial. Su hermano y su hermana menor también fueron médicos.
Davidoff, optó por la música en sus estudios de primer grado en el Oberlin College Ohio, y posteriormente por la sociología. En 1956 realizó una maestría en la London School of Economics (LSE). Su tesis giró en torno al empleo de las mujeres casadas ("Employment of Married Women") investigación y le sirvió de base para los trabajos que más tarde realizó en el campo de la historia de la mujer aunque en aquel momento no llegó a publicarse, «no había ningún movimiento feminista con el que relacionarse, y ella no podía ver ningún futuro en ello».
Fue durante su primer año en LSE cuando Davidoff conoció a David Lockwood, entonces estudiante de doctorado en sociología, que realizaría una importante investigación sobre la naturaleza de clase en Gran Bretaña. Se casaron en 1954. Durante un tiempo después del nacimiento de sus tres hijos, desde 1956 en adelante, Leonore se centró en su familia y, perdió cualquier base para la investigación institucional. Si bien fue un matrimonio de por vida y "notable", Lockwood y ella "no forjaron una sociedad intelectual": él continuó centrando su trabajo en temas de clase, y no prestó atención al género como una dimensión social crítica.
Después de unos años de sentirse aislada y «alrededor de las universidades pero no en ellas», Davidoff encontró apoyo y conexiones en el Lucy Cavendish College en Cambridge para mujeres maduras. Cuando Lockwood se mudó, en 1968, a la Universidad de Essex, como profesora de sociología; Davidoff comenzó a trabajar allí como investigadora. En 1975 se convirtió en profesora de historia social y enseñó en el primer máster del Reino Unido en historia de la mujer. En 1990, fue nombrada profesora de investigación y unos años después se retiró. David Lockwood murió unos meses antes de Davidoff, en junio de 2014. Les sobreviven sus tres hijos, Ben, Matthew y Harold, y sus familias. A petición suya, su funeral, del 3 de noviembre de 2014, se inició con el poema El camino no tomado, de Robert Frost.

## Obra
Davidoff es conocida por su libro Family Fortunes, escrito en 1987, con Catherine Hall. Como expresara, el sociólogo e historiador oral, Paul Thompson: "es una brillante demostración de las nuevas ideas que pueden aportar las perspectivas de género". Al utilizar estudios de caso de relaciones familiares y de negocios de clase media en las zonas urbanas de Birmingham, y las zonas rurales de East Anglia, Davidoff y Hall trazaron la evolución de la empresa capitalista en Inglaterra, a fines del siglo XVIII. Demostraron la división del trabajo, según el sexo, a través de un examen de la familia, la economía y las creencias religiosas: en particular, la forma en que los hombres operaban en la esfera pública y las mujeres, en la esfera privada, o sea en esferas separadas. Davidoff y Hall describieron a Family Fortunes como "... un libro sobre las ideologías, instituciones y prácticas de la clase media inglesa desde finales del siglo XVIII hasta mediados del siglo XIX [...] El argumento principal se basa en el supuesto de que el sexo y la clase siempre operan juntos, que la conciencia de clase siempre toma una forma sexuada aunque la articulación de ambas nunca es perfecta".

### Algunas publicaciones
- 1995. Worlds Between: Historical Perspectives on Gender and Class, 288 p. John Wiley & Sons, ISBN 0745666108 ISBN 9780745666105

- 1999, con Doolittle, M., J. Fink and K. Holden. The Family Story: Blood, Contract and Intimacy (La historia de la familia: sangre, contrato e intimidad) 297 p. Londres y Nueva York: Longman. ISBN 0582303508 ISBN 9780582303508

- 1987, con Hall, Catherine. Family Fortunes: Men and Women of the English Middle Class 1780-1850 (Fortunas familiares: hombres y mujeres de la clase media inglesa 1780-1850) 576 p. Chicago: University of Chicago Press. ISBN 0226137333 ISBN 9780226137339

- 1986, con Westover, B. Our Work, Our Lives, Our Words: Women’s History and Women’s Work (Nuestro trabajo, nuestras vidas, nuestras palabras: historia de las mujeres y trabajo de las mujeres) 189 p. Totowa, New Jersey: Barnes & Noble Books. ISBN 1349183768 ISBN 9781349183760

#### Traducciones
- con Hall, Catherine. Fortunas familiares: hombres y mujeres de la clase media inglesa, 1780-1850, v. 17 de Feminismos (Madrid) 358 p. ed. Universitat de València, ISBN 843761256X ISBN 9788437612560